# Mahsun Kırmızıgül

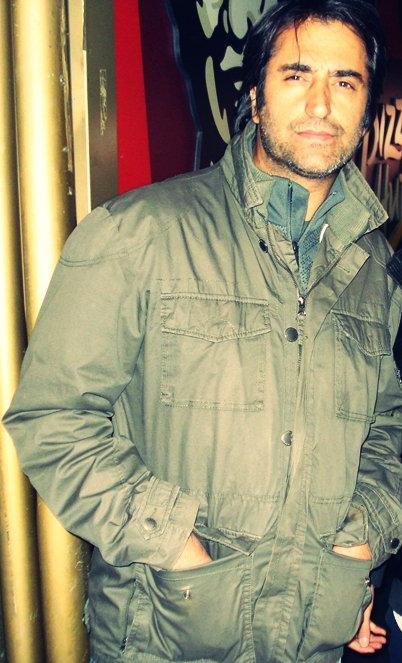
Mahsun Kırmızıgül

Mahsun Kırmızıgül (* 26. März 1969 im Dorf Vezir im Landkreis Hani der türkischen Provinz Diyarbakır als Abdullah Bazencir) ist ein türkischer Sänger, Schauspieler und Regisseur zazaisch-kurdischer Abstammung.

## Biografie

### Herkunft und Kindheit
Mahsuns Mutter war mit 18 Jahren Witwe und hatte drei Söhne. Ihr zweiter Ehemann und Vater von Mahsun war aus Bingöl.
Mahsuns Familie mütterlicherseits sowie väterlicherseits spricht Zazaisch, wie er es mehrmals in seinen Interviews erwähnt hatte. Er kam 1969 auf die Welt und erhielt den Namen Abdullah.
Diesen Namen behielt er jedoch nicht lange, denn sein Vater hatte für ihn einen Personalausweis mit seinem Wunschnamen Mahsun ausstellen lassen. Mahsun sah seinen Vater das erste Mal mit sechs Jahren. Die Vaterrolle übernahmen die älteren Brüder, von denen der jüngste, Mahmut, sich sehr um ihn sorgte. Mahmut starb im Alter von 21 Jahren an einem elektrischen Schlag.
Mahsun fing in jungen Jahren an, sich für die Musik zu interessieren, und sang auf vielen Veranstaltungen. Er nahm 1983 an einem Gesangswettbewerb in Diyarbakır teil und wurde Erster. 1984 wurde er bei einem Wettbewerb in Mersin wieder Erster. Er nahm ein Demotape auf, das schließlich bei dem Produzenten Mustafa Güneş vom Label Güneş Plak aus Istanbul landete. Dieser machte mit Mahsun einen Vertrag über vier Kassetten und änderte eigenmächtig Mahsuns Nachnamen in Kırmızıgül (dt.: Rote Rose) um. Als er aber nach mehreren Alben keinen Erfolg hatte, trennten sich die beiden. Mahsun beschloss, eine Musikerausbildung am Konservatorium der İTÜ zu beginnen.

### Karriere
Den Durchbruch schaffte er 1994 mit seinem Album Alem Buysa, das er beim damals neu gegründeten Label Prestij-Müzik veröffentlichte. Zusammen mit seinen Musiker-Freunden Özcan Deniz und Haluk Levent macht er Prestij-Müzik bekannt, das jedoch später bankrottgehen sollte.
Höhepunkt seiner Karriere war sein 1998 veröffentlichtes und bis heute über 1.800.000-fach verkauftes Album Yıkılmadım. Es brachte ihm mehrere Auszeichnungen ein, unter anderem die Preise für das meistverkaufte Album 1998 und für das beste Lied 1998 „Yıkılmadım“. Er wurde zum besten Musiker seiner Musikrichtung gewählt und gewann so den Altın Kelebek Award als bester türkischer Volksmusiker und anschließend noch einen Preis als bester türkischer Musiker im Arabesk/Fantezi. Sein letztes Album Dinle war mit etwa 260.000 verkauften Alben den Umständen entsprechend ein Erfolg, da kaum mehr jemand in dieser Branche mehr als 500.000 verkauft.

## Musikstil und Bedeutung
Er wird häufig der Arabeskmusik zugerechnet, lehnt diese Bezeichnung wie die meisten Künstler für seine Musik jedoch ab. Außerdem hat Mahsun Kırmızıgül die „Arabesk-Fantezi“ -Musikrichtung in eine neue Richtung bewegt. Seiner Musikrichtung folgten viele neue Sänger u. a. Özcan Deniz und Alişan.

## Filmdebüt
Im Herbst 2007 lief sein Debüt-Spielfilm Beyaz Melek (zu dt.: Weißer Engel) in den Kinos an. Er schrieb das Drehbuch, spielte eine der Hauptrollen und führte Regie. In einigen Szenen wird Mahsuns Muttersprache Zazaisch geredet. Sein zweiter Film Güneşi Gördüm (zu dt.: Ich sah die Sonne) lief am 12. März 2009 in den türkischen Kinos an. Für den Film Gecenin Kanatları (2009, dt.: Flügel der Nacht) schrieb er das Drehbuch.

## Diskografie

### Studioalben
- 1984: Yürek Yarası
- 1985: Buda Yeter
- 1986: Terkedildim
- 1987: Sarışınım
- 1988: Paylaşamam
- 1989: İstanbul Geceleri
- 1990: Şimdiki Zaman
- 1991: Nilüfer
- 1993: Alem Buysa Kral Sensin
- 1994: 12'den Vuracağım
- 1995: Mutlu Ol
- 1995: Acılar İçinde
- 1996: Sevdalıyım - Bu Sevda Bitmez
- 1998: Yıkılmadım - Annem Annem
- 2000: Yoruldum - Melekler Ağlar
- 2002: Yüzyılın Türküleri
- 2004: Sarı Sarı – Başroldeyim
- 2006: Dinle
- 2022: Hoş Geldin

### Kompilationen
- 1995: Dünden Bugüne
- 1997: Nostalji 1
- 2003: Bir Demet Kırmızıgül

### Kollaborationen
- 1996: Arabesk'in Prensleri (mit Emrah)

### EPs
- 1995: İnsan Hakları
- 2022: MK22

### Singles (Auswahl)
- 1998: Yıkılmadım
- 1998: Belalım
- 2001: Ülkem Ağlar
- 2004: Sarı Sarı
- 2004: Nemrudun Kızı
- 2004: Hayat Ne Garip (mit Cem Karaca)
- 2006: Dinle
- 2006: Gül Senin Tenin
- 2006: Sevdiğim
- 2011: Küçük Gelin
- 2019: Yoksun Sen
- 2023: Psikoloji (Benim Adım İsyan)

## Filmografie

### Spielfilm
- 1987: Yaşamak Haram Oldu
- 2007: Beyaz Melek
- 2009: Güneşi Gördüm
- 2009: Gecenin Kanatları
- 2010: Fünf Minarette in New York
- 2015: Mucize
- 2017: Vezir Parmağı
- 2019: Mucize 2: Aşk
- 2023: Prestij Meselesi

### Fernsehen
- 1994: Alem Buysa
- 1996: Bu Sevda Bitmez
- 1997: Hemşerim
- 1998: Yıkılmadım
- 2003: Zalim
- 2005: Aşka Sürgün
- 2011–2013: Hayat Devam Ediyor
- 2012: Benim İçin Üzülme
- 2012: Babalar ve Evlatlar

## Auszeichnungen
- 1997: Kral Türkiye Müzik Award in der Kategorie Bester türkischer Volksmusiker
- 1999: Kral Türkiye Müzik Award in der Kategorie Bester Fantezi-Musiker
- 1999: Kral Türkiye Müzik Award in der Kategorie Song des Jahres (für Yıkılmadım)
- 1999: Altın Kelebek Award in der Kategorie Bestes Musikvideo (für Kardeşlik Türküsü)
- 2000: Altın Kelebek Award in der Kategorie Bester Fantezi-Musiker
- 2005: Altın Kelebek Award in der Kategorie Bester Fantezi-Musiker
- 2007: Altın Kelebek Award in der Kategorie Bester Fantezi-Musiker